# خانه ساویتسکایا
خانه ساویتسکایا بنایی است با اهمیت تاریخی در پوشکین، سن پترزبورگ. این بنا در دوره ۱۹۰۴–۱۹۰۵ ساخته شده‌است. امروزه این بنا یک میراث فرهنگی است. این ساختمان در خیابان ۱۵ موسکوسکایا واقع شده‌است.

## تاریخ
قبل از ساخت ساختمان فعلی، در این محل یک خانه چوبی دو طبقه به سبک کلاسیک قرار داشت. ماریا آلکسیونا ساویتسکایا که این قطعه را در سال ۱۹۰۳ خریداری کرد، دستور تخریب خانه قدیمی و برگزاری مسابقه برای احداث خانه جدید، به سبک آرت نوو داد. مهندسین عمران، برادران واسیلیف در این مسابقه موفق به انجام این پروژه شدند. از سال ۱۹۴۵، این ساختمان دارای یک پلی کلینیک (شماره فعلی ۶۶) است. در سال ۱۹۵۶، این ساختمان به‌طور جدی بازسازی شد.

## معماری
قسمت تاریخی شامل دو طبقه اول ساختمان است. نمای ورودی اصلی ساختمان، گرانیتبوده و به یک درگاه شباهت دارد. در دکوراسیون نما از گچ، آجر سفید و گرانیت قرمز استفاده شده‌است. در طول بازسازی یکی از توری‌های محافظت از بالکن‌ها حفظ شد. همچنین یک تزئین داخلی داخلی وجود دارد.